# Turó del Llop
El Turó del Llop és una muntanya de 468 metres que es troba al municipi de Castellar del Vallès, a la comarca del Vallès Occidental. Amb el Puig de la Creu, Sant Feliu del Racó fa part de la serralada prelitoral, situat a la zona central del terme. El 2012 va patir un incendi forestal al qual un agent rural va morir.